# Nemzeti Borkincstár Program
A Nemzeti borkincstár program célja a világörökségi magterületen található két helyszínen közel több százezer palack Tokaji Aszú és borkülönlegesség megmentése. Ez rendkívül magas eszmei értékkel bír. A Tolcsván található muzeális pince- és borkészlet különleges, világviszonylatban is teljesen egyedülálló nemzeti kincs. A Program keretében pincerekonstrukcióra, továbbá a borkészlet állagmegóvásával összefüggő borszakmai feladatok elvégzésére kerül sor. A 2,5 éves Program időtartama két jól elkülöníthető szakaszra bomlik:
• az 1. évben történik a Program előkészítése (tervezés, beszerzések, szerződéskötések)
• a 2. évben a borok vizsgálata és kezelése: a leltár, a borkészlet érzékszervi és analitikai vizsgálata, azaz az értékmegőrzési folyamat, továbbá a pincerekonstrukció.
Program résztvevői, érintettjei: 
▪ A Program megvalósulása folyamán 1,478,346 milliárd forint érkezik a tokaji térségbe;
▪ Tokaji Aszúból és helyi borkülönlegességekből hagyományosan, az 1890-es évek óta minden évjárat legjavát egy központi, állami pincébe tároltak le, ezzel világ szinten is egyedülálló történelmi borgyűjteményt képezve;
A Program felelőse: Agrárminisztérium
A Program végrehajtásában közreműködők:
- Országos Borszakértő Bizottság (OBB) nemzetközi borszakértők, tokaji borászok

- NÉBIH Borászati és Alkoholos Italok Igazgatóság

- Szent István Egyetem Borászati Tanszék